# Черешица
Черешица (болг. Черешица) — село в Болгарии. Находится в Кырджалийской области, входит в общину Кырджали. Население составляет 290 человек.

## Политическая ситуация
В местном кметстве Черешица, в состав которого входит Черешица, должность кмета (старосты) исполняет Сабри Ниязи Ибрям (Движение за права и свободы (ДПС)) по результатам выборов правления кметства.
Кмет (мэр) общины Кырджали — Хасан Азис (Движение за права и свободы (ДПС)) по результатам выборов в правление общины.